# Nelson Kuhn
Nelson Kuhn (7 de julio de 1937) es un deportista canadiense que compitió en remo. Participó en los Juegos Olímpicos de Roma 1960, obteniendo una medalla de plata en la prueba de ocho con timonel.

## Palmarés internacional
| Juegos Olímpicos | Juegos Olímpicos | Juegos Olímpicos | Juegos Olímpicos |
| Año              | Lugar            | Medalla          | Prueba           |
| ---------------- | ---------------- | ---------------- | ---------------- |
| 1960             | Roma (Italia)    | Medalla de plata | Ocho con timonel |